# Phylloscopus fuligiventer
Phylloscopus fuligiventer е вид птица от семейство Phylloscopidae.

## Разпространение
Видът е разпространен в Бангладеш, Бутан, Индия, Китай и Непал.